# Thizy-les-Bourgs
Thizy-les-Bourgs est, depuis le 1er janvier 2013, une commune nouvelle française, située dans le département du Rhône en région Auvergne-Rhône-Alpes.

## Géographie
La commune nouvelle regroupe les communes de Bourg-de-Thizy, La Chapelle-de-Mardore, Mardore, Marnand et Thizy qui sont devenues des communes déléguées depuis le 1er janvier 2013. Son chef-lieu est fixé à Thizy .

### Climat
Pour des articles plus généraux, voir Climat d'Auvergne-Rhône-Alpes et Climat du Rhône.
En 2010, le climat de la commune est de type climat océanique dégradé des plaines du Centre et du Nord, selon une étude du Centre national de la recherche scientifique s'appuyant sur une série de données couvrant la période 1971-2000. En 2020, Météo-France publie une typologie des climats de la France métropolitaine dans laquelle la commune est exposée à un climat de montagne ou de marges de montagne et est dans la région climatique  Nord-est du Massif Central, caractérisée par une pluviométrie annuelle de 800 à 1 200 mm, bien répartie dans l’année. 
Pour la période 1971-2000, la température annuelle moyenne est de 10,4 °C, avec une amplitude thermique annuelle de 16,2 °C. Le cumul annuel moyen de précipitations est de 930 mm, avec 11,1 jours de précipitations en janvier et 7,7 jours en juillet. Pour la période 1991-2020, la température moyenne annuelle observée sur la station météorologique de Météo-France la plus proche, « Fourneaux », sur la commune de Fourneaux à 11 km à vol d'oiseau, est de 11,7 °C et le cumul annuel moyen de précipitations est de 900,1 mm,. Pour l'avenir, les paramètres climatiques de la commune estimés pour 2050 selon différents scénarios d'émission de gaz à effet de serre sont consultables sur un site dédié publié par Météo-France en novembre 2022.

## Urbanisme

### Typologie
Au 1er janvier 2024, Thizy-les-Bourgs est catégorisée bourg rural, selon la nouvelle grille communale de densité à sept niveaux définie par l'Insee en 2022.
Elle appartient à l'unité urbaine de Thizy, une unité urbaine monocommunale constituant une ville isolée,. Par ailleurs la commune fait partie de l'aire d'attraction de Thizy-les-Bourgs, dont elle est la commune-centre,. Cette aire, qui regroupe 2 communes, est catégorisée dans les aires de moins de 50 000 habitants,.

### Occupation des sols
L'occupation des sols de la commune, telle qu'elle ressort de la base de données européenne d’occupation biophysique des sols Corine Land Cover (CLC), est marquée par l'importance des territoires agricoles (67,9 % en 2018), en diminution par rapport à 1990 (69,8 %). La répartition détaillée en 2018 est la suivante : 
prairies (52,4 %), forêts (21,8 %), zones agricoles hétérogènes (11,9 %), zones urbanisées (7,6 %), terres arables (3,7 %), milieux à végétation arbustive et/ou herbacée (1,5 %), zones industrielles ou commerciales et réseaux de communication (1,2 %). L'évolution de l’occupation des sols de la commune et de ses infrastructures peut être observée sur les différentes représentations cartographiques du territoire : la carte de Cassini (XVIIIe siècle), la carte d'état-major (1820-1866) et les cartes ou photos aériennes de l'IGN pour la période actuelle (1950 à aujourd'hui).

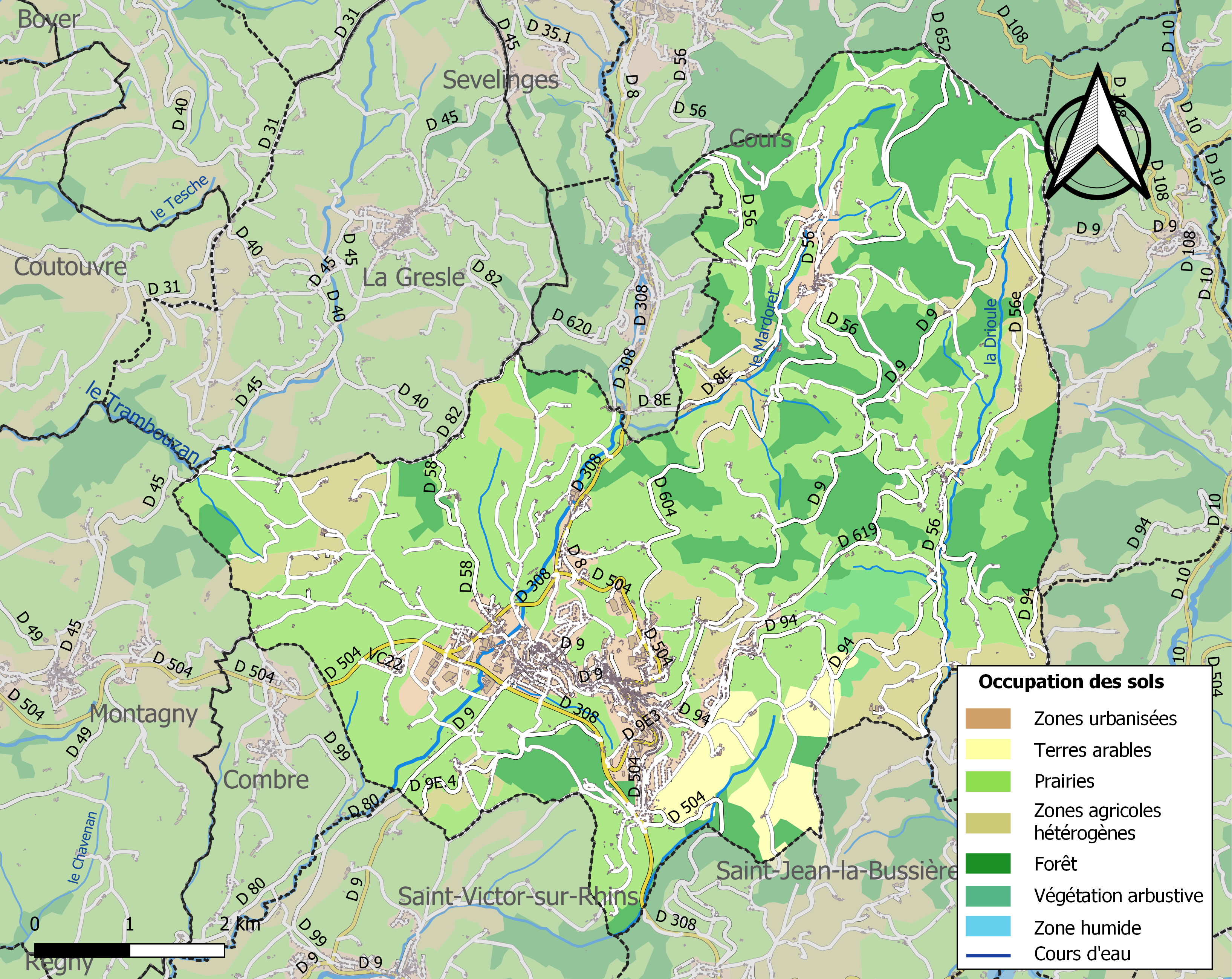
Carte des infrastructures et de l'occupation des sols de la commune en 2018 (CLC).

## Histoire
Le 28 juin 2012, le projet de création d'une commune nouvelle est approuvé par les conseils municipaux des cinq communes concernées. L'arrêté préfectoral du 29 octobre 2012 crée officiellement la commune nouvelle de Thizy-les-Bourgs qui prend effet le 1er janvier 2013.
Article détaillé : histoire de Bourg-de-Thizy.

## Politique et administration

### Tendances politiques et résultats
|                | Martin Sotton  | DVC            | 1 162 | 72,82  | 25 | 6 |  |  |
|                | Anne Reymbaut  | PS             | 434   | 30,69  | 4  | 1 |  |  |
|                |                |                |       |        |    |   |  |  |
| Inscrits       | Inscrits       | Inscrits       | 3 898 | 100,00 |    |   |  |  |
| Abstentions    | Abstentions    | Abstentions    | 2 228 | 57,16  |    |   |  |  |
| Votants        | Votants        | Votants        | 1 670 | 42,84  |    |   |  |  |
| Blancs et nuls | Blancs et nuls | Blancs et nuls | 74    | 1,90   |    |   |  |  |
| Exprimés       | Exprimés       | Exprimés       | 1 596 | 40,94  |    |   |  |  |

Le 24 avril 2023, Martin Sotton est condamné à six mois de prison avec sursis probatoire et un an d'interdiction de ses droits civiques et civils pour incitation de mineurs à la consommation d’alcool (à son domicile) et complicité de conduite d'un véhicule sans permis. À la suite de la démission de la majorité des membres du conseil, des élections municipales ont lieu le 10 septembre 2023 à l'issue desquelles la liste de Ludovic Cherpin remporte l'élection avec 45 voix d'avance (51,28 %). Le taux de participation est de 47,69 %.

### Administration municipale
De la création de la commune nouvelle jusqu'aux élections municipales de mars 2014, le conseil municipal était composé de 59 membres : 23 pour Bourg-de-Thizy, 18 pour Thizy, 7 pour Mardore et Marnand et 4 pour La Chapelle-de-Mardore.
Depuis 2014, le conseil municipal est composé de 29 membres.

### Liste des maires
| Période           | Période           | Identité        | Étiquette      | Qualité |
| ----------------- | ----------------- | --------------- | -------------- | --- |
| 1er janvier 2013  | 5 janvier 2013    | Jean Desseignés | MoDem          | Maire délégué de Bourg-de-Thizy (2013 → 2014) Ancien maire de Bourg-de-Thizy (2008 → 2013) Maire provisoire                                                                                              |
| 5 janvier 2013    | 4 août 2017       | Michel Mercier  | UDI puis MoDem | Enseignant Conseiller général du canton de Thizy (1978 → 2015) Président de la CA de l'Ouest Rhodanien (2014 → ) Ancien maire de Thizy (1977 → 2001) Condamné en 2023 pour détournement de fonds publics |
| 4 août 2017       | 17 septembre 2023 | Martin Sotton   | MoDem          | Chargé de communication Condamné en 2023 à six mois de prison avec sursis et un an d'interdiction de ses droits civiques                                                                                 |
| 17 septembre 2023 | En cours          | Ludovic Cherpin | SE             | Conseiller commercial |

## Population et société

### Démographie
L'arrêté préfectoral du 29 octobre 2012 indique une population totale de 6 354 habitants, soit la somme des populations légales au 1er janvier 2009 publiées par l'Insee pour chacune des communes regroupées. La somme des populations légales établie par l'Insee au 1er janvier 2010 est de 6 367 habitants.
L'évolution du nombre d'habitants est connue à travers les recensements de la population effectués dans la commune depuis sa création.

En 2022, la commune comptait 5 794 habitants, en évolution de −4,01 % par rapport à 2016 (Rhône : +3,93 %, France hors Mayotte : +2,11 %).
| 2011  | 2016  | 2021  | 2022  |
| ----- | ----- | ----- | ----- |
| 6 373 | 6 036 | 5 869 | 5 794 |

Nota : les données du tableau sont relatives à l'addition des nombres d'habitants des cinq anciennes communes constituant la commune nouvelle.

### Manifestations culturelles et festivités
Bouthy est l'association des commerçants et artisans de Thizy-les-Bourgs. Elle est membre, avec l'UCAA à Amplepuis et Procom à Cours, de la fédération « J'aime mes Boutiques ». Cette fédération a organisé en 2014 et 2015 le « Salon du chic et du bon goût », comptant une trentaine d'exposants et quatre défilés de mode, en présence de Miss Beaujolais, durant lequel les commerçants de proximité ont ainsi pu dévoiler leurs nouvelles collection au public. En 2014, la salle Chaboud à Thizy-les-Bourgs a accueilli plus de 900 visiteurs. En 2015 à la salle Bagatelle à Amplepuis, le salon a attiré plus de 1200 visiteurs.

## Culture locale et patrimoine

### Lieux et monuments
- Chapelle Saint-Georges de Thizy classée en 1977.
- Statue de Saint-Sébastien réalisée par Charles Textor, aujourd'hui visible dans l'église Saint-Laurent. Elle était autrefois placée dans le clos de la madone de Mardore[25].
- Partie de voie romaine à Mardore classée en 1942[26].

### Héraldique
| Blason de Thizy-les-Bourgs | Blason  | Coupé : au 1er d'or à un lion issant de sable, armé et lampassé de gueules, au lambel de cinq pendants du même, au 2d d'azur à un soleil d'or accompagné de cinq besants du même, ordonnés en orle. |
| Blason de Thizy-les-Bourgs | Détails | Le statut officiel du blason reste à déterminer. |